# Ṣ̌
Cette page contient des caractères spéciaux ou non latins. S’ils s’affichent mal (▯, ?, etc.), consultez la page d’aide Unicode.
Ṣ̌ (minuscule : ṣ̌), appelé S hatchek point souscrit, est un graphème utilisé dans l’écriture du wakhi et dans certaines romanisations de l’avestique. Il s'agit de la lettre S diacritée d’un hatchek et d'un point souscrit.

## Utilisation
Le ‹ ṣ̌ › translitère la lettre avestique sshe ‹ 𐬴 ›.
Le ‹ ṣ̌ › est parfois utilisé dans l’écriture du tawellemmet.
En wakhi écrit avec l’orthographe de Stablin Kamensky et Grueberg, le ‹ ṣ̌ › est utilisé pour transcrire une consonne fricative rétroflexe sourde [ʂ], par exemple dans le mot ṣ̌ang « vallée ».

## Représentations informatiques
Le S hatchek point souscrit peut être représenté avec les caractères Unicode suivants :
- précomposé (Latin étendu additionnel) :

| formes    | représentations | chaînes de caractères | points de code | descriptions                                               |
| --------- | --------------- | --------------------- | -------------- | ---------------------------------------------------------- |
| capitale  | Ṣ̌               | Ṣ◌̌                    | U+1E62 U+030C  | lettre majuscule latine s point souscrit diacritique caron |
| minuscule | ṣ̌               | ṣ◌̌                    | U+1E63 U+030C  | lettre minuscule latine s point souscrit diacritique caron |

- décomposé (latin de base, diacritiques) :

| formes    | représentations | chaînes de caractères | points de code       | descriptions                                                           |
| --------- | --------------- | --------------------- | -------------------- | ---------------------------------------------------------------------- |
| capitale  | Ṣ̌               | S◌̣◌̌                   | U+0053 U+0323 U+030C | lettre majuscule latine s diacritique point souscrit diacritique caron |
| minuscule | ṣ̌               | s◌̣◌̌                   | U+0073 U+0323 U+030C | lettre minuscule latine s diacritique point souscrit diacritique caron |